# Письменники Дніпропетровщини — шкільним бібліотекам
«Письменники Дніпропетровщини — шкільним бібліотекам» — аудіокнига, збірник поетичних і прозових творів сучасних авторів з Дніпропетровської області, створений у 2012 році.

## Опис книги
До аудіокниги увійшли твори 80 письменників Дніпропетровщини, які пишуть українською і російською мовами. Авторами проєкту стали члени Національної Спілки письменників України, Конгресу літераторів України, Національної Спілки журналістів України, а також молоді поети і прозаїки — переможці Всеукраїнських та обласних літературних конкурсів.
Найстаршому автору проєкту на час створення записів було 93 роки, наймолодшому — двадцять.
Відповідно до концепції проєкту, озвучувалися твори живих сучасників, тому до збірника не увійшли твори деяких класиків. На превеликий жаль, нині багатьох письменників, які взяли участь у створенні збірника, уже немає серед живих.
Тексти читали актори Дніпропетровського академічного українського музично-драматичного театру ім. Т. Г. Шевченка та Дніпропетровського академічного театру російської драми ім. М. Горького. Деякі твори можна прослухати у виконанні самих авторів.
Записи зроблено на обласному радіо Дніпропетровської обласної державної телерадіокомпанії.
Загальна тривалість всіх записів — 13 годин 20 хв.
Керівники проєкту — письменники Еліна Заржицька, Фідель Сухоніс, Наталія Дев'ятко.
Концепція
В описі (анотації) диска, методичний супровід якого здійснений Дніпропетровським обласним інститутом післядипломної педагогічної освіти, зазначено:
| Диск структурований за віковими категоріями: для молодшого, середнього і старшого шкільного віку. Також записи хронологічно поставлені так, щоб у кожній віковій групі слухачі могли чути, як з плином часу змінюється література, її теми, прийоми, мовна палітра. Все це допоможе вчителям у включенні за власним вибором творів авторів рідного краю до шкільної програми. Окрім того, згаданий проект може бути використаний під час проведення уроків літератури, історії, народознавства, інших гуманітарних дисциплін або під час проведення виховних годин та підготовки до позакласних заходів. |

## Автори
Письменники, чиї твори увійшли до аудіокниги: Андрєєв Сергій, Берлін Євген, Бідняк Григорій, Бурлаков Сергій, Веретенников Віктор, Волик Олег, Вусик Олекса, Гарченко Григорій, Гнатюк Валентин, Гнатюк Юлія, Гриценко Віктор, Грієва Зінаїда, Гусейнов Григорій, Данилюк Іван, Дев'ятко Наталія, Дружко Марія, Дяченко Михайло, Завгородній Олександр, Заржицька Еліна, Заславський Семен, Злючий Сергій, Зобенко Марія, Ігнатенко Оксана, Каленіченко Катерина, Карплюк Микола, Кашаєв Павло, Кібець Юрій, Ковтуненко Валерій, Корж Віктор, Кравченко Олександра, Кривенко Наталя, Кудрявцев Михайло, Купіч Юлія, Кутняк Олександр, Кушковая Лідія, Лабутін Сергій, Лебідь Сергій, Левченко Людмила, Луценко Володимир, Маменко Ростислав, Миколаєнко Микола, Мілаш Микола, Невський Віктор, Нікітіна Анна, Ніколенко Валерій, Омельченко Олеся, Парфімчук Жан, Поливода Світлана, Прокопенко Ірина, Ратнер Олександр, Рєпіна Ольга, Савченко Віктор, Сіренко Володимир, Скуратовський Володимир, Стариков Олексій, Леся Степовичка, Сухоніс Фідель, Тараненко Олександр, Твердохліб Олександр, Теплов Володимир, Трінчук Ярослав, Туманова Марина, Федько Наталія, Худяков Анатолій, ⁣Чабан Микола, Швець-Васіна Олена, Шепітько Ганна, Шкляр Анатолій, Шковира Юрій, Яворська Євгенія та інші.

## Презентація
Аудіокнигу презентовано до 80-річчя Дніпропетровщини.
Збірник було презентовано у 2012 році на щорічній серпневій нараді освітніх працівників, яка традиційно проводиться Департаментом освіти і науки облдержадміністрації, як освітньо-культурний проєкт просвітницького характеру. Навчальні заклади Дніпропетровської області отримали диски у подарунок.
Того ж року матеріали збірника було розміщено у мережі Інтернет для подальшого вільного розповсюдження серед освітніх спільнот і читачів, які цікавляться сучасною українською літературою.
Нині аудіозаписи є у вільному доступі, їх можна звантажити на кількох інтернет-ресурсах, зокрема на YouTube-каналі Аудіокнига.UA

## Рецензії
- Максим Вільшанський «Степові голоси»
- Лариса Хованська «На Дніпропетровщині запроваджено інноваційний спосіб виховання літературою»
- Ольга Рєпіна «Шлях до чарівництва через казку»